# Jan Hoffman
Jan Hoffman (ur. 11 czerwca 1906 w Krakowie, zm. 25 października 1995 tamże) – polski pianista, pedagog, profesor i rektor Państwowej Wyższej Szkoły Muzycznej w Krakowie.

## Życiorys
Urodził się w rodzinie Juliusza i Reginy z Kleinów (ur. 1877). Ukończył w 1924 Gimnazjum św. Jacka w Krakowie. Kształcił się w Konserwatorium Towarzystwa Muzycznego w Krakowie pod kierunkiem m.in. Józefa Śliwińskiego i Wiktora Łabuńskiego, dyplom uzyskał w 1928. Następnie w Berlinie odbył 2-letni (1928–1930) kurs uzupełniający u Egona Petriego, jako jego asystent, jednocześnie dojeżdżając do Lwowa, gdzie pracował jako pedagog w szkole muzycznej Sabiny Kasparek. W latach 1930–1931 w Berlinie studiował teorię i fortepian u Petriego i Hugo Leichtentritta. W latach 1931–1933 był profesorem konserwatorium krakowskiego. Później do wybuchu II wojny światowej w Krakowie udzielał prywatnych lekcji gry na fortepianie, a we Lwowie i Bielsku prowadził kursy dla nauczycieli muzyki.
W czasie wojny przebywał początkowo we Lwowie, gdzie do 1941 był docentem konserwatorium, następnie w Krakowie. Ukrywał się przed gestapo, zajmował się tajnym nauczaniem, dawał tajne koncerty.
Zaraz po wojnie był w gronie współtwórców Państwowej Wyższej Szkoły Muzycznej w Krakowie (od 1979 Akademii Muzycznej). Pełnił na tej uczelni szereg funkcji, m.in. dziekana Wydziału Instrumentalnego (1945–1949, 1954–1955), kierownika Katedry Fortepianu (1963–1978), prorektora (1963–1966, 1975–1978), rektora (1966–1968). W 1958 otrzymał tytuł profesorski. Po przejściu na emeryturę w 1978 kontynuował pracę pedagogiczną. Był ponadto pedagogiem w Helsinkach, gdzie w latach 1962–1981 prowadził mistrzowskie kursy pianistyczne, oraz w Weimarze. Do jego uczniów należeli m.in. Władysław Kędra, Marek Drewnowski, Janusz Dolny, Janina Baster, Marek Mietelski, Timo Mikkilä (dwukrotny juror Konkursów Chopinowskich), Adam Wodnicki, Jerzy Kaszycki, Krystyna Moszumańska-Nazar oraz Andrzej Zieliński (założyciel zespołu Skaldowie).
W latach 1926–1968 współpracował w Polskim Radiem. Był jurorem wielu konkursów pianistycznych, m.in. pięciu Konkursów Chopinowskich (1949–1970), konkursów w Bydgoszczy i Łodzi, a z zagranicznych m.in. Konkursu im. Roberta Schumanna w Berlinie (1956), Praskiej Wiosny (1957), konkursów w Bolzano (1958), Seregno (1963) i Monachium (1966, 1968, 1970, 1972, 1975). Działał w Stowarzyszeniu Polskich Artystów Muzyków oraz Towarzystwie im. Fryderyka Chopina w Warszawie (wieloletni wiceprzewodniczący Zarządu Głównego i przewodniczący Rady Naukowej). 
Koncertował jako solista i kameralista, w latach międzywojennych również jako dyrygent. Wykonywał utwory polskich kompozytorów współczesnych (m.in. Witolda Lutosławskiego i Artura Malawskiego – jako pierwszy wykonał jego Etiudy symfoniczne), a także klasyków – Johanna Sebastiana Bacha, Ludwiga van Beethovena, Wolfganga Amadeusa Mozarta, Roberta Schumanna, Johannesa Brahmsa, Césara Francka; występował i nagrywał m.in. z Eugenią Umińską, Bolesławem Woytowiczem, Janem Ekierem, Zbigniewem Drzewieckim. Występował z wieloma uznanymi dyrygentami, takich jak: Nikołaj Anosow, Michał Baranowski, Walerian Bierdiajew, Grzegorz Fitelberg, Zdzisław Górzyński, Jan Krenz, Witold Krzemieński, Roman Mackiewicz, Artur Malawski, Kurt Masur, Ignacy Neumark, Arnold Rezler, Witold Rowicki, Stanisław Skrowaczewski, Stanisław Wisłocki, Bohdan Wodiczko czy też orkiestrami, m.in. Orkiestra Filharmonii Krakowskiej, Wielka Orkiestra Symfoniczna Polskiego Radia, Orkiestra Filharmonii Narodowej, orkiestra Concertgebouw. Zajmował się również edytorstwem – przygotował do wydania w Polskim Wydawnictwie Muzycznym ponad 150 pozycji (część wspólnie ze Zbigniewem Drzewieckim i Adamem Riegerem), m.in. wybór pieśni (z S. Hoffmanową).
Zmarł w 1995 roku w Krakowie, pochowany w alei zasłużonych na cmentarzu Rakowickim (kwatera LXIX pas B-2-10).

## Ordery i odznaczenia
- Order Sztandaru Pracy I klasy
- Krzyż Komandorski z Gwiazdą Orderu Odrodzenia Polski (1980)[7]
- Krzyż Oficerski Orderu Odrodzenia Polski
- Odznaka tytułu honorowego „Zasłużony Nauczyciel PRL”
- Złota Odznaka „Za Pracę Społeczną dla miasta Krakowa” (1965)[8]

## Nagrody
- Państwowa Nagroda Artystyczna I stopnia (zespołowa) w dziale muzyki za przygotowanie kandydatów do IV Międzynarodowego Konkursu im. Chopina (1950)[9]
- Nagroda Ministra Kultury i Sztuki I stopnia (1964, 1968, 1986)